# Porxo del Sabater
El Porxo del Sabater és una obra de l'Espluga Calba (Garrigues) inclosa a l'Inventari del Patrimoni Arquitectònic de Catalunya.

## Descripció
És un porxo situat al centre de la vila, sota el castell i orientat cap a ponent. Avui ha adoptat el malnom de l'habitatge que hi té a sobre, Cal Sabater. Possiblement fou una porta d'accés a la població que en rehabilitar el castell, fou restaurada.
En un costat és una arcada de mig punt adovellada amb els carreus ben escairats fins a ran de terra; a la banda dreta alguns carreus han quedat amagats per les modificacions urbanístiques efectuades al poble. Per l'altre costat té forma quadrangular. El trèvol que cobreix el porxo és un embigat de fusta.